# Peix guilla
La guilla, guineu, rabosa o el pestiu de cua llarga (Alopias vulpinus) és una espècie de tauró lamniforme de la família dels alòpids, de gran mida, que pot arribar als sis metres, però sovint és més petit.

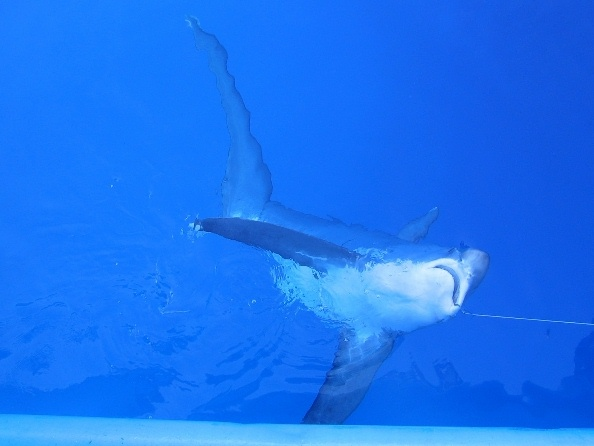
Captura d'un peix guilla

És inconfusible per la seua cua amb el lòbul superior molt llarg i estret. Musell curt, espiracle molt reduït, cinc fenedures branquials, sense membrana nictitant als ulls. Dues dorsals, la primera grossa i triangular, la segona molt petita, igual com l'anal. Les aletes pectorals són llargues i en forma de falç. Dors de color blavós, més clar als flancs. Ventre blanc. El mascle arriba a adult quan fa entre 319 i 420 cm, i la femella entre els 376 i 549 cm. Pot fer 500 kg de pes.
Menja principalment sardina, seitó, verat, bis, sorell, i també calamars, pops i crustacis pelàgics. Ocasionalment captura ocells marins que estan a l'aguait dels bancs de peixos que ell ataca.
La tècnica que fa servir per a pescar les seues preses consisteix a copejar l'aigua amb el lòbul superior de la cua. Aquesta estratègia (a la qual deu el nom de peix guilla) li permet de reunir les preses i capturar-les amb més eficàcia.
És ovovivípar aplacentari i presenta canibalisme intrauterí. Generalment a l'estiu la femella pareix de dues a quatre cries, que en néixer fan entre 114 i 159 cm.
Viu tant en aigües tropicals com temperades de tot el món i, per tant, es pot trobar en el mar Mediterrani. Per bé que és un tauró pelàgic, també pot nedar en zones de poca fondària, especialment en època de cria.